# Coma de Sant Vicenç
La Coma de Sant Vicenç és una coma del terme municipal de Das, a la Baixa Cerdanya.
Està situada a l'extrem nord-occidental del terme, al sud del poble de Sanavastre, al marge meridional del riu Segre, marcant el límit municipal amb Prats i Sansor. Al punt més baix de la coma hi ha la bassa de Sanavastre.
La coma és travessada per una carretera que uneix Sanavastre i el Pla.